# 貿易
貿易（ぼうえき、英: international trade、英: trade）とは、ある国（またはそれに準ずる地域）と別の国（同）との間で行われる商品の売買。商品を外国に対して送り出す取引を輸出、外国から導入する取引を輸入という。通常は、形のある商品（財貨）の取引を指すが、サービス貿易や技術貿易のように無形物の取引を含める場合もある。

## 概説

### 「貿易」の概念
日本語の「貿易」は、外国との取引について用いられる言葉であり、国内で完結する取引には用いられない。このため、「外国貿易」という表現は、同義語反復であるが、公式文書などでもあえてこの表現が用いられる場合がある（例：外国為替及び外国貿易法）。貿易と国内取引の両方を含む日本語としては「取引」のほか「交易」がある。「交易」は、第二次大戦中の占領地と本土の間の取引や、江戸時代の藩の間の財の動きなど、「貿易」とも「国内取引」とも言い難いものを表現する場合にも用いられる。
英語で「trade」という場合は、国内取引と貿易の両方を含むため、特に貿易のことを表現する場合はexternal trade, international tradeなどとするが、trade一語でも貿易の意味で用いられることが多い（例：U.S. Trade Representative（アメリカ合衆国通商代表部）、World Trade Organization（世界貿易機関））。
米国の場合は商法が州別にあるため、州際取引と州内取引を区別する実利がある（州際取引（interstate trade）、州内取引(domestic trade)）。
中国語の「貿易」は、日本語と異なり、外国・国内取引双方を含むため、注意が必要である。

### 国内取引との比較
国内取引と貿易取引には次のような違いがある。
1. 企業等の取引主体の帰属文化や使用言語に差異がある[1]。
このため、国際的に通用する専門用語（インコタームズ等）が普及している。
2. 地域により使用通貨や決済方法に違いがある[1]。
通貨の異なる相手との取引となることが多いため、為替レート変動によるリスクがある。また、国内取引の場合は現金・小切手・約束手形などがあるが、貿易取引では信用状（L/C）、D/P、D/Aなどの特殊な決済方法が発達している[1]。
3. 地域により取引の準拠法や商慣習に違いがある[1]。
4. 地域により商品の輸送時間に違いがある[1]。
遠距離の輸送となるため、運賃が上乗せコストとなるほか、商品が海上事故などに被災するリスクが高いため、保険料もコストとなる。
5. 通関が存在する[1]。
安全管理や輸入関税の徴収などのため輸出入通関手続が存在する[1]。この結果、関税などの直接的なコストのほか、通関書類などの作成にかかる間接コストも高い。

このように、国内取引と比べてコスト増の要因となる点が多いが、国内に存在しない希少価値のある商品を輸入すれば（あるいは、その商品が希少価値を持つ市場に輸出すれば）貿易にかかるコストを上回る利益が得られる可能性があり、その場合に貿易が行われることになる。

## 貿易の形態

### 直接貿易・間接貿易
直接貿易（直貿）とは、海外の輸入者、輸出者と直接に貿易をすることをいい、間接貿易（間貿）とは商社などの仲介者を経由して貿易を行うことをいう。

### 輸出貿易・輸入貿易・仲介貿易・中継貿易
相手国に物を送り出す貿易形態を輸出貿易（Export Trade）、相手国からモノが送り込まれてくる貿易形態を輸入貿易（Import Trade）という。
また、仲介者が契約当事者となって外国相互間で行われる取引を行う貿易形態を仲介貿易または三国間貿易（Intermediary Trade または Triangle Business）という。
なお、A国からの貨物を、C国に輸入・加工し、B国に再輸出する貿易を中継貿易という。

### 委託加工貿易
委託者が外国の業者（加工者）に原材料の全量または一部を供給し、製品を委託国または第三国に送る貿易形態を委託加工貿易（Improvement Trade）という。外国の業者に加工を委託する逆委託加工貿易と自国の業者が加工を受託する順委託加工貿易がある。

### 委託販売貿易
委託者から販売委託を受けた受託者が商品を輸入して販売し、売り上げた代金を送金するとともに、売れ残った商品を委託者または委託者の指示した者に積み戻して販売手数料を受け取る貿易形態。

### 対象による分類
サービス貿易
輸送・旅行・通信・建設・金融・保険・特許権使用料など、モノの動きではなく、サービスの提供によるカネの支払いまたは受け取りのこと。日本の旅行者が海外でホテル代を支払えばサービスの輸入、外国人旅行者が日本でホテル代を支払えばサービスの輸出となる。貿易統計ではなく国際収支統計で把握される。
技術貿易
国際的な技術提供契約によるカネの動きをいう。サービス貿易の一種。

### その他の分類
企業内貿易
多国籍企業のA国の拠点からB国の拠点に向けて輸出が行われること。取引価格は企業内で決められるため、節税の目的で恣意的に価格を操作することによる移転価格の問題が起こる可能性がある。
求償貿易
輸入代金を通貨で支払うのではなく、等価値の貨物を輸出することで相殺する物々交換。バーター貿易。冷戦時代、ソ連を中心とした社会主義ブロックで盛んに行われた。
個人輸入
消費者が、海外のカタログ販売業者などから国際郵便小包等で商品を直接取り寄せること。円高にもかかわらず円高差益があまり還元されなかった1980年代後半にブームとなる。
国境貿易
人の自由な移動が制限されている国家間において、ハンドキャリーで運ばれた商品を国境付近で取引すること。中越国境、中国・ロシア・北朝鮮国境のものが有名。

## 貿易に関する理論・政策
(政策論議を除く)国際貿易の理論は、デヴィッド・リカードが主著『政治経済学と課税の原理』第7章に提示した数値例から始まる。リカードは、貿易が比較優位により起こるもので、絶対優位の差によるものでないことを明かにした。これにより、国際貿易状況が国内理論とは異なる論理に基づくものであることが明かになった(国際貿易理論の成立)。以後、19世紀には古典派貿易理論、20世紀にはヘクシャー・オリーンの理論、21世紀には新新貿易理論など多くの理論と研究が生まれている。

### 貿易による価格変動
たとえば小麦があまり取れないので小麦の価格が高い国Aが、小麦が多く取れるので小麦の価格が安い国Bから小麦を輸入する場合を考える。
A国では輸入により、小麦が以前よりも多く出回る事になるので、小麦の価格は下がる。一方B国では輸出により小麦の量が減るので、小麦の価格は上がる。しかしA国での小麦の価格とB国での小麦の価格が逆転する事はない。B国のほうが小麦が安いからこそ輸出で利益を得られるのであるから、価格が逆転する前に輸出が止まる為である。なお自由貿易で、かつ関税や輸出入のコストが無視できるほど小さければ、輸出入により両国での小麦の価格が一致する。

### 貿易の利益
貿易は（完全競争の下では）それに関わった双方の国に利益（総余剰）をもたらす事が知られている。貿易の利益には、さまざまなタイプがある。以下はその一例である。
これを再び小麦を例にして説明する。簡単の為、両国では同じ通貨を使っているものとして話をすすめるが、別の通貨を使っていたとしても結論は同じである。
輸入によりA国では小麦の価格が下がる。仮に一袋あたり100円価格が下がったとする。するとA国の小麦農家の利益は1袋あたり100円少なくなってしまうが、この減少分は価格低下によりA国の消費者が小麦を100円安く買える分の利益で相殺される。しかも小麦の価格が下がったのであるから、A国の消費者は小麦を単に安く買えるだけでなく、以前より多くの小麦を買えるという利益も得られる。よって国全体で見た場合、A国では貿易により利益が生じる。
B国では逆に小麦の値段が上がる。仮に一袋あたり50円価格が上がったとする。するとB国の消費者は一袋小麦を買うのに50円多く払わねばならず、損をする。しかしその分、B国の小麦農家の儲けは一袋あたり50円多くなるので、消費者の損は小麦農家の儲けにより相殺される。
また値段が上がったせいでB国内で小麦が売れる量が減少してしまうが、余った小麦は、より売れ行きがよいA国で売る事ができる。しかも前述のように、A国の方が小麦の値段はB国のそれを下回らない。よって小麦農家の利益は貿易により増加する。従って国全体で見た場合、B国でも貿易により利益が生じている。
以上のように、国全体で見た場合、貿易に関わったA国、B国の双方に利益が出る。しかし国内での利益には偏りが生じる。A国では、小麦農家は損しているが、消費者はそれを上回る得をしている。一方逆にB国では消費者は損をしているが、小麦農家はそれを上回る得をしている。

### 保護貿易
自由貿易は利益を偏在化させ、比較劣位の産業など一部の人々の損失となる為、時として反発を招く。このため一部産業における輸入を規制し、国内産業を保護しようとする政策（保護貿易、保護主義）が存在する。保護貿易の手段としては、関税の賦課（アンチ・ダンピング課税、相殺関税等）や、輸入数量規制（輸入割当、セーフガード等）などが用いられる。世界の主要国も自由貿易を標榜しているものの、国内の有力産業、衰退産業を保護する政治的な目的で何らかの規制を行っている。

### 貿易促進政策
貿易は、外貨の獲得を通じて直接に国富の増大につながると同時に、安価な輸入品の流入による物価の抑制、食料やエネルギー等必需品の安定的確保などの観点から、各国政府が国の政策として促進を行っている。貿易促進のあり方は国によって異なる。
具体的には、以下のような施策が行われる。
- 国の外郭団体として、貿易促進を専門に行う機関を設立し、市場調査、引合、貿易相談などの業務を一貫して行わせる。日本の日本貿易振興機構（ジェトロ）、韓国の大韓貿易振興公社（KOTRA）、オーストラリアのオーストラリア貿易促進庁（Austrade）、ニュージーランドのTRADENZなどがある。
- 国または国の機関が、当該国の輸出品及び文化的背景についてのPRを海外で行い、輸出品のブランドイメージを高める。
- 信用危険、戦争危険などの貿易に関連するリスクについて、国または国の機関が貿易保険サービスを提供する。日本では独立行政法人日本貿易保険が実施。
- 見本市（メッセ）産業を振興することにより、貿易の商談成立を促進する。ドイツの例が有名。
- 特定分野の輸出品について、国が品質検査を行い、輸出品の品質レベルを保証することによって輸出促進を図る。戦後しばらくの間日本でも行われていた。
- 港湾施設を整備し、貿易関連業者のコスト低減を図る。

輸出品に対して直接に補助金を付与することは、WTOルールで禁止されている。
近年のアメリカ、イギリス、日本では国民産出量のそれぞれ10%、26%、12%が輸出されている。この為、貿易を完全に遮断してしまう事は破滅的な結末をもたらしかねない。例えば大恐慌の後、各国は自国の産業を守る為にブロック経済へと移行したが、これは貿易による利益を捨てる事を意味し、かえって経済を悪化させて第二次世界大戦の遠因となった。この経験から、GATT・WTOは自由貿易を活動の理念としている。

### 相互主義
相互主義にもとづき、互恵的な関係を結んだ国家間において貿易を行う政策がある。近代以前の贈与貿易や管理貿易には、紛争を防止し友好関係を結ぶという政治的な目的も含まれる場合があった。

### 貿易に関する論争
各国の産業、生産者、消費者をめぐってさまざまな論争が行われており、特に自由貿易と保護貿易の主張は対照的となる。
自由貿易側の主張については以下を参照。
保護貿易側の主張については以下を参照。

### リカードのモデル
リカードの貿易理論は、教科書的には、2国2財1生産要素のモデルとして普及している。これは比較優位の概念を教えるものとしては正しいが、リカード自身およびその後の発展を無視するものである。とくにリカード理論が労働のみを投入する1生産要素モデル(生産に労働のみを投入する経済)であるという理解は、間違いである>。リカードが考えていたのは、財の生産に財が投入される循環構造である。マッケンジーは、原材料や機械が投入される経済でも、直接間接の労働投入量を単位あたりの投入係数と考えればリカード理論が拡張できることを示した。
リカード理論は、1950年代から60年代初めにかけてマッケンジーとジョーンズにより、多数国多数財の場合に拡張された。この場合、「多数」とは3国あるいは3財以上をいう。2国多数財あるいは2財多数国の場合は、2国2財の分析が容易に拡張できるが、3国3財以上では本質的に異なる分析方法が必要とされるためである。
マッケンジーらの理論は、完成財のみを貿易し、中間財貿易を許さない理論であった。中間財(投入財、資本財)の貿易を含む理論は、塩沢由典により2007年に構成された。塩沢由典(2014)『リカード貿易問題の最終解決』岩波書店は、2007年の成果を国際価値論の立場から学説史上の意義をも含めて再説したものである。これによりリカードやマルクスが目指して出来なかった国際価値論が古典派経済学の伝統の上に構成された。

### ヘクシャー・オリーンのモデル
古典派傾向のあるリカード・モデルに対する代替案として生まれた。エリ・ヘクシャーとベルティル・オリーンの考えをポール・サミュエルソンが現代的に定式化した。ヘクシャー・オリーン・サミュエルソン理論(HOS理論、HOSモデル)とも言われる。新古典主義的価格形成のメカニズムを国際貿易の理論に援用してエレガントな解決案を提示したことに意味がある。
その基本の考えは次の2点にある。
1. 貿易は、各国に存在する生産要素の比率が異なることから生ずる。
2. 各国は、おなじ生産関数をもつ。

1.より、ヘクシャー・オリーンのモデルは、要素賦存理論、要素比率理論などとも呼ばれる。国際貿易が各国の生産要素の交換であるという観点は、ヴァネクによりヘクシャー・オリーン・ヴァネク理論(HOV理論)に拡張された。
この理論が問題にするのは、国際貿易のパターンが要素賦存の差により決定されるという点である。各国が自国で潤沢な要素を重点的に使った商品を輸出し、自国に欠乏する要素を重点的に使う商品を輸入するという予測を立てる。この理論については、多くの実証研究があるが、その予測能力はきわめて悪いか、時に間違っている。ワシリー・レオンチェフは、産業連関表を用いて経験論的検証を行い、他国に比べて賦存資本比率が高いと予想されるアメリカがむしろ労働集約的商品を輸出する傾向を指摘した(レオンチェフ・パラドックス)。リーマー(E. Leamer)は、レオンチェフの解釈に反対して、多数の生産要素を考慮するHOVモデルによれば、要素賦存が貿易パターンを説明していると結論した。しかし、トレフラーらは、その後の研究において、(1)HOV理論が予測する貿易パターンはくじ引き(硬貨投げ)と同じ程度の予測能力しか持たないこと、(2)HOV理論は、各国の間の貿易量の大きさを正しく予測しない
ことを示した。トレフラーは、これらを「ミステリー」と呼んだが、コンウェイは、「ミステリー」というのは、理論が棄却されたという暗号名であると指摘している。トレフラーは、HOV理論の考えられる修正・拡張についても検証しているが、どれも芳しい結果は得られなかった。

### 特殊要素モデル
このモデルでは短期間に産業間で資本が移転しない限り産業間で労働力が流動するという仮説を立てている。特殊要素という名称は、物的資本のような特殊生産要素は短期間で容易に産業間を移転できないという意味で与えられたものである。この理論が示唆するのは、商品価格の上昇がこの商品の特殊生産要素を所有するものにリアルタームで利益をもたらすということである。さらに、労働者や資本家など特殊生産要素を所有しないものは、労働者の産業間移動を統制しようとするロビー活動に意義を唱えるだろう。目を転じて資本家と労働者の双方は資本賦存の増大によるリアルタームで利益を手にする。このモデルは個々の産業分野（または企業）には適用しやすい。所得分配の理解には好適だが、貿易パターンの議論には向かない。

### 重力モデル
ヤン・ティンバーゲンやポリホーネンにより1960年代初めに提唱された。これまで述べた理論モデルと比較すると、貿易の重力モデルは貿易パターンの経験的分析に重きを置くのが特徴である。このモデルはその基本形態において国家と国家の経済規模との空間的相互作用に基づいて貿易を予測する。このモデルはニュートンの万有引力の法則（重力の法則）をまねて二つの対象の物理サイズと距離について考察するものである。計量経済学的分析に力を発揮することが経験的に証明されている。このモデルをさらに拡張したモデルには、所得水準・国家間の外交関係・貿易政策といった要素が盛り込まれている。

### 新貿易理論
1970年代になると、Grubel and Lloyd (1975)などにより、先進国間の同一産業内の国際貿易の比重が増えていることが注目された。これにたいし、ポール・クルーグマンが生産における収穫逓増と独占競争理論を組み合わせて、産業内貿易が起こりうることを示したその後、クルーグマンの基本モデルに基づく研究が活発化し、新貿易理論と呼ばれるようになった。
クルーグマンらの理論は、産業内の諸企業に同一の生産費関数を仮定するものであった。これに対し、2000年代に入ると、同一産業内の企業の違いに注目するメリッツらの実証研究・理論研究が現れるようになった。これは、新貿易理論と対比して新新貿易理論(New new trade theory)と呼ばれている

### 新々貿易理論
クルーグマンらの理論は、産業内の諸企業に同一の生産費関数を仮定するものであった。これに対し、2000年代に入ると、同一産業内の企業の違いに注目するメリッツらの実証研究・理論研究が現れるようになった。これは、新貿易理論に対比して、「新新貿易理論」あるいは「新々貿易理論」と呼ばれている。
企業の異質性が企業の輸出に差異をもたらすことに理論的基礎を与えたのは Melitz [2003] である。Helpman, Melitz and Yeaple [2004] は、輸出企業と非輸出企業に関する分析を発展させ、国内企業、輸出企業、FDI 企業の国際化モードの差異が生産性における企業の異質性によるものであること明らかにした。しかし、Melitz [2003] や Helpman, Melitz and Yeaple [2004] による理論モデルは、各企業は「くじ引き」を引くようにしてランダムに格差の与えられた生産技術を用いて、差別化された財を供給する独占的競争モデルである。

## 貿易の歴史

### 世界の貿易
2007年の世界の貿易額（ドル建て輸出ベース）は13兆7477億ドル。
- 主要な輸出国・地域：EU（世界の輸出額全体の38.7%）、アメリカ（8.5%）、中国(8.9%)、日本(5.1%) 等
- 主要な輸入国・地域：EU（世界の輸入額全体の39.3%）、アメリカ（13.5%）、中国(6.4%)、日本(4.1%) 等

（参考：ジェトロ世界貿易マトリクス）

### 日本の貿易
2007年の日本の貿易額は、輸出が7127億3496万ドル、輸入が6210億8409万ドル。
- 主要な輸出品：自動車（輸出額全体の17.1%）、半導体等電子部品(6.2%)、鉄鋼(4.8%)、自動車部品(4.0%)、 原動機 (3.1%)、有機化合物 (2.8%)、等
- 主要な輸入品：原油及び粗油（輸入額全体の16.8%）、液化天然ガス(4.3%)、半導体等電子部品(3.9%)、衣類(3.8%)、非鉄金属(3.6%)、非鉄金属鉱（2.9%）等
- 主要な輸出先：アメリカ（輸出額全体の20.1%）、中華人民共和国(15.3%)、大韓民国(7.6%)、台湾(6.3%)、香港(5.4%)等
- 主要な輸入元：中国（輸入額全体の20.6%）、アメリカ（11.4%）、サウジアラビア(5.7%)、アラブ首長国連邦(5.2%)、オーストラリア(5.0%)、韓国(4.4%)、等

（参考：ジェトロ「日本のドル建て貿易概況」）

## 国際貿易のルール作り
これまで貿易は二国間条約によりルール作りがされてきた。重商主義が信奉された数世紀の間、高関税と数多くの非関税障壁を設ける国が多かった。19世紀にはイギリスで自由貿易を信奉するものが急速に増加し、以来西側諸国ではこの考え方が支配的になったが、これはまた大英帝国の凋落をも招いた。第二次大戦後、貿易構造に世界規模のルールを確立する目的で、貿易と関税に関する一般協定（ガット）や世界貿易機構（WTO）などの多国間協定が形成された。この貿易協定がもたらすのは当事者に不利益を与える不公正貿易であるという不満も一部で高まり、度々抗議運動が起きた。
自由貿易を強力に支持するのはもっとも経済力がある国家群であるのが普通だが、一方でアメリカや欧州連合が農産物に保護的関税を課したように、戦略的に重要な産業分野について同じ国が選択的保護主義を発動することもある。かつて最盛期のオランダとイギリスは自由貿易の推進者だったが、この構成は現在アメリカ・イギリス・オーストラリア・日本に変わった。またインド・中国・ロシアなども経済力がつくにつれて徐々に自由貿易の推進側に回ってきた。関税引き下げ交渉が一段落すると、外国資本による直接投資、政府調達の開放、貿易手続きの簡素化を巡る交渉に関心が移る。手続きの簡素化は貿易業務と通関手続きにかかるコスト削減を見据えたものである。
これまでアメリカなどの農業利権は一般に自由貿易派で製造分野は保護主義を支持することが多かった。だがこの構図は近年変わりつつある。ことに主要な国際貿易協定に農業分野の保護主義的規制が盛り込まれた背景には、アメリカ・欧州連合・日本の農業利権による活発なロビー活動があった。
景気後退期には、国内産業を守るために関税引き上げの圧力が高まる。大恐慌時には誰もが不況の深刻化を疑わず、各国が関税を引き上げたため、国際貿易は脆くも崩壊した。
国際貿易のルール策定は、世界規模のものはWTOを舞台にした協定によるが、それ以外に地域協定が機能している。南米南部共同市場（メルコルスール）、アメリカ・カナダ・メキシコのNAFTA、28の独立国からなる欧州連合、東南アジアのASEANなどがある。2005年11月、アルゼンチンのマルデルプラタ市で開かれた米州サミットでは、FTAA交渉再開も議題に上ったが、推進派29カ国に対しメルコルスール4カ国とベネズエラが対立し、マルデルプラタ宣言には両論が併記された。首都ブエノスアイレスでは抗議デモの一部が暴徒化した。また多国間投資協定（MAI）も紛糾した。

## 国際貿易のリスク
国際貿易に立ちはだかるリスクは大きく2つのグループに分類される。
経済リスク
- バイヤーの破産リスク
- バイヤーの支払繰延べ不能リスク・・・・・・支払期限の6ヵ月後までに完済できない場合
- 手形不渡リスク
- 経済主権の放棄

政治リスク
- 輸出入ライセンスのキャンセルまたは更新拒否のリスク
- 輸入業者の資産没収リスク
- 商品船積み後の輸入禁止措置リスク
- 為替リスク・・・・・・輸入業者の国の為替操作や外貨不足による負担増
- 政治主権の放棄

## 国際貿易の予備調査
国際貿易では予備調査が行われるのが一般的であり、一般調査と商品ごとの個別調査がある。
- 一般調査事項
  - 地理：相手国の気候風土、市場規模等[31]
  - 社会：相手国の人口、宗教、人種構成、言語、所得水準等[31]
  - 政治：現政権の構成や安定性、自国や諸外国との関係、条約の締結状況等[31]
  - 経済：相手国の経済規模、経済成長、経済政策、産業構造、為替レート、賃金、物価[31]

- 個別調査事項
  - 商品の流通制度、輸入規制、通関方法など[32]
  - 地場産品や他国からの輸入など商品の競合状況[32]